# Heinrich Wilhelm Lawätz
Heinrich Wilhelm Lawätz (* 27. April 1748 in Rendsburg; † 27. Juni 1825 in Altona) war ein deutscher Dramatiker, Lyriker, Sekretär bei der Justizkanzlei in Kiel, Syndikus des Klosters Uetersen und Justizrat.

## Leben
Er wurde als Sohn des Justizrates Heinrich Franz Lawätz († 1762) in Rendsburg geboren und wurde im elterlichen Haus durch einen Hauslehrer unterrichtet. Ab 1764 besuchte er das Gymnasium in Altona und studierte von 1767 an der Universität Leipzig und traf sich dort mit dem deutschen Dichter Christian Fürchtegott Gellert. Später wechselte er an die Christian-Albrechts-Universität in Kiel. Nach Beendigung seines Studiums wurde er Regierungssekretär bei der damaligen großfürstlichen Regierung. 1775 wurde Lawätz zum Klosterschreiber und Syndikus an dem adeligen Kloster in Uetersen erwählt und 1801 zum Administrator an dem königl. Leihinstitut in Altona ernannt. Als dieses 1813 aufgehoben wurde, zog er sich ins Privatleben zurück und starb am 27. Juni 1825.
Schon in seiner Jugend fühlte er sich zur Poesie hingezogen. 1775 erschienen von ihm nach Gellert’schem Vorbild die Sammlung Geistliche Oden und Lieder sowie 1777 das dreiaktige Lustspiel Die Temperamente, zeitgleich erschien eine philosophische Abhandlung unter demselben Titel. Es folgten die einaktigen Dramen Damon und Phintias, oder das Muster der Freundschaft (undatiert, nur als Manuskript) und Die Diamanten (1793), außerdem noch eine Sammlung vermischter Lieder (1790). Eine weitere Veröffentlichung war der Vierteiler Moralisches Wochenblatt der 1768 erschien. Danach wurde Lawätz durch das weitläufig angelegte, aber nicht zu Ende geführte Werk Handbuch für Bücherfreunde und Bibliothekare (1. Teil in 4 Bänden, 2. Teil in 2 Bänden mit Nachträgen und dreifachem Register), das zwischen 1788 und 1795 erschien, als Bibliograph bekannt. Die beiden ersten Bände handeln von der Gelehrsamkeit überhaupt, die folgenden geben die Literatur der Biographie. 1790 erschien sein Neues Journal aller Journale oder skiagraphische Uebersicht der vorzüglichsten Zeitschriften. Ferner verfasste er Die Tugenden und Laster, sowie überhaupt über Neigungen und Leidenschaften der Menschen, belegt mit Beispielen aus der Geschichte (1789 bis 1792, 3 Teile).
Heinrich Wilhelm Lawätz war verheiratet mit Lucie Magdalene Catharine Matthiessen. Sie hatten zwei Kinder, die Tochter Christiane Henningia und den Sohn Heinrich Friedrich Lawätz (1791–1852). Er übernahm 1807 die Leitung des Geschäftes seines Bruders Johann Daniel Lawätz. Seine anderen Brüder waren Christian Otto Lawätz (1745–1800) und Ferdinand Otto Vollrath Lawätz.

## Weitere Werke (Auswahl)
- Handbuch für Bücherfreunde und Bibliothekare. Fischer, Erlangen 1992.
- Handbuch zum Gebrauche derjenigen, die sich von der Gelehrsamkeit überhaupt einige Bücherkenntniß zu erwerben wünschen. Gebauer Verlag, Halle.
- Bibliographie interessanter und gemeinnütziger Kenntnisse. Gebauer Verlag, Halle.